# Ле-Петит-Армуаз
Ле-Пети́т-Армуа́з (фр. Les Petites-Armoises) — коммуна во Франции, находится в регионе Шампань — Арденны. Департамент коммуны — Арденны. Входит в состав кантона Ле-Шен. Округ коммуны — Вузье.
Код INSEE коммуны — 08020.
Коммуна расположена приблизительно в 195 км к востоку от Парижа, в 70 км северо-восточнее Шалон-ан-Шампани, в 31 км к югу от Шарлевиль-Мезьера.

## Население
Население коммуны на 2008 год составляло 63 человека.
| 1962 | 1968 | 1975 | 1982 | 1990 | 1999 | 2008 |
| ---- | ---- | ---- | ---- | ---- | ---- | ---- |
| 86   | 91   | 80   | 67   | 66   | 58   | 63   |

## Администрация
| Период | Период | Фамилия      | Партия | Должность |
| ------ | ------ | ------------ | ------ | --------- |
| 2001   | 2008   | Брижит Раге  |        |           |
| 2008   |        | Брижит Жерар | DVD    |           |

## Экономика
В 2007 году среди 37 человек в трудоспособном возрасте (15—64 лет) 29 были экономически активными, 8 — неактивными (показатель активности — 78,4 %, в 1999 году было 75,0 %). Из 29 активных работали 25 человек (14 мужчин и 11 женщин), безработных было 4 (2 мужчин и 2 женщины). Среди 8 неактивных 1 человек был учеником или студентом, 2 — пенсионерами, 5 были неактивными по другим причинам.

## Награды
- Военный крест (1939—1945). Награждён указом от 12 июня 1949 года.

## Фотогалерея

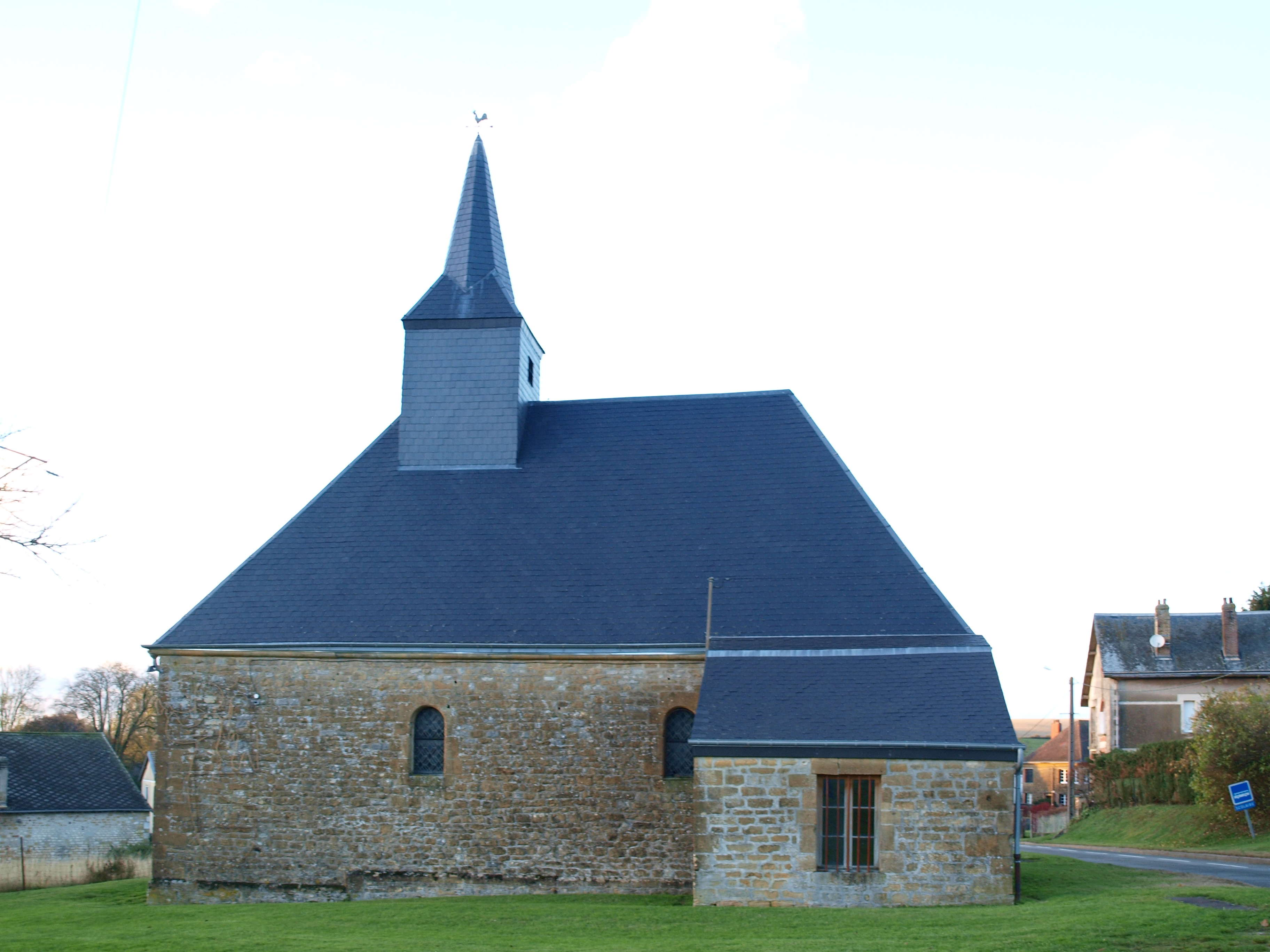
Церковь
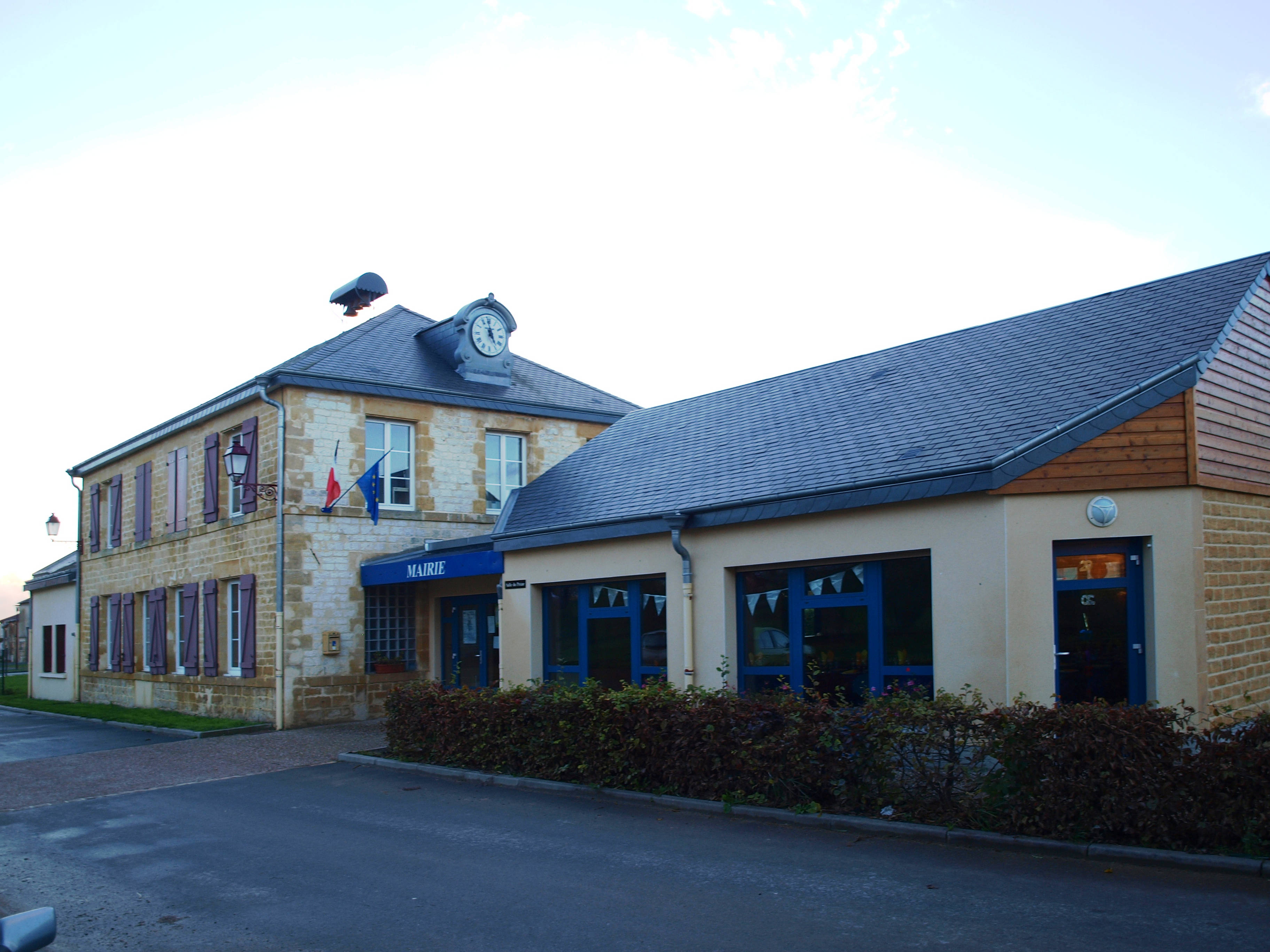
Мэрия
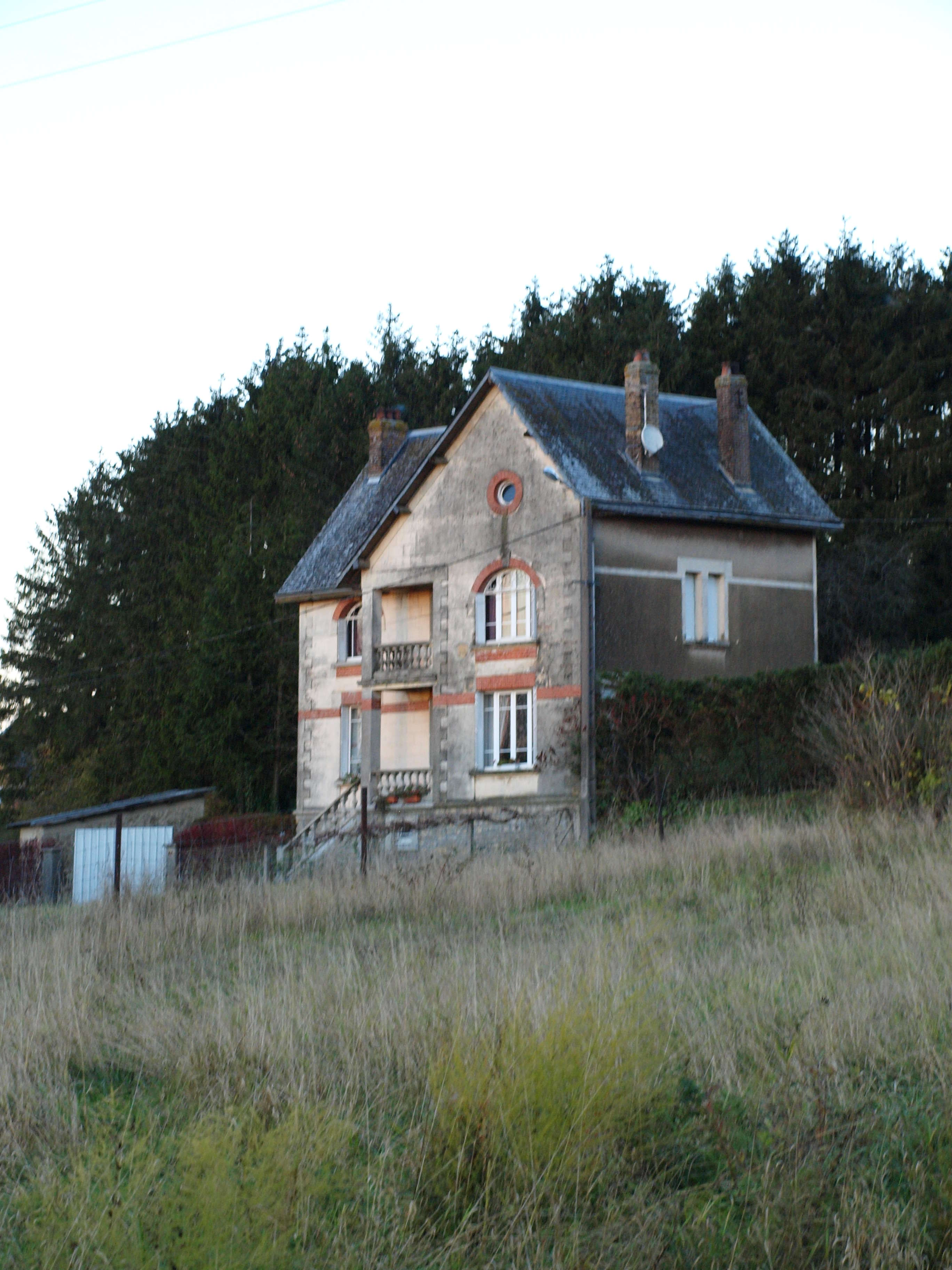
Дом
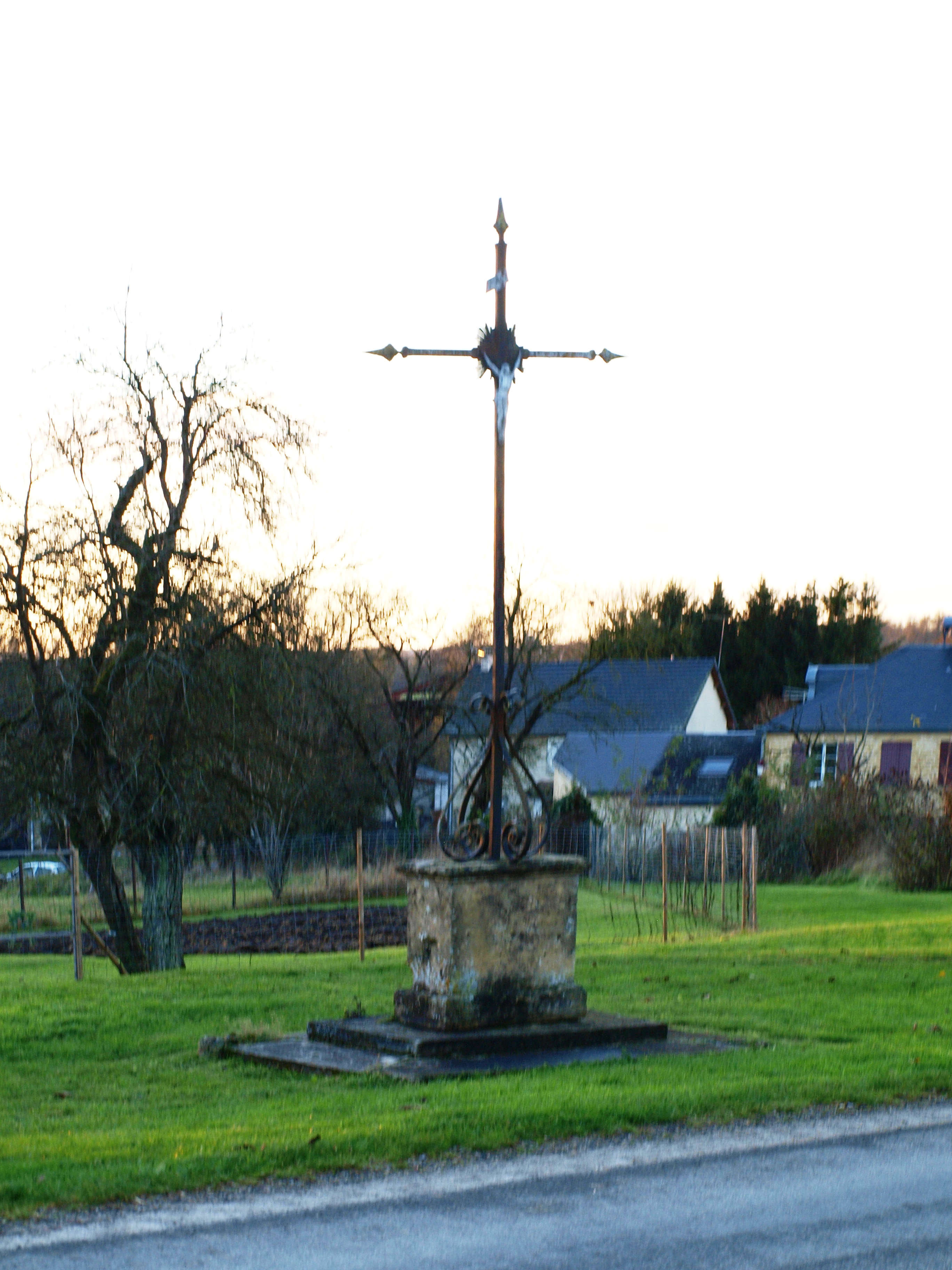
Придорожный крест